# Theuns Jordaan
Theuns Jordaan (Venterstad, 10 januari 1971 – Pretoria, 17 november 2021) was een Zuid-Afrikaanse zanger.
Jordaan was een van de bekendste contemporaine zangers in het Afrikaans. Albums van hem bereikten de platinastatus.
In september 2020 kreeg Jordaan de diagnose leukemie. Hij overleed daaraan in november 2021 op 50-jarige leeftijd.

## Discografie
- Vreemde stad (1999)
- Tjailatyd (2002)
- Seisoen (2005)
- Grootste Treffers (2007)
- Bring Jou Hart - met Juanita du Plessis (2008)
- Driekuns (2009)
- Kouevuur - Die musiek van Koos du Plessis (2009)
- Hart vol drome - met Juanita du Plessis (2012)
- Roeper (2012)
- Tribute to the poets - oude Engelse hits (2013)